# Новоселье (Шаталовское сельское поселение)
Новоселье — деревня в Починковском районе Смоленской области России. Входит в состав Шаталовского сельского поселения. Население — 63 жителя (2007 год). 
Расположена в центральной части области в 15 км к юго-востоку от Починка, в 13 км восточнее автодороги А141 Орёл — Витебск, на берегу реки Приречье. В 10 км западнее деревни расположена железнодорожная станция Энгельгардтовская на линии Смоленск — Рославль. 

## История
В годы Великой Отечественной войны деревня была оккупирована гитлеровскими войсками в июле 1941 года, освобождена в сентябре 1943 года.